# SF3B3
El factor de empalme 3B subunidad 3 es una proteína que en humanos está codificada por el gen SF3B3 .
Este gen codifica la subunidad 3 del complejo proteico del factor de empalme 3b. El factor de empalme 3b, junto con el factor de empalme 3a y una unidad de ARN 12a, forman el pequeño complejo de ribonucleoproteínas nucleares U2 (snRNP U2). El complejo del factor de empalme se une al pre-ARNm aguas arriba del sitio de ramificación del intrón de una manera independiente de la secuencia y puede anclar el snRNP de U2 al pre-ARNm. El factor de empalme 3b también es un componente del spliceosoma menor del tipo U12. La subunidad 3 también se ha identificado como un componente del complejo coactivador de transcripción-HAT (histona acetiltransferasa) STAGA (SPT3-TAF (II) 31-GCN5L acetilasa) y el TFTC (TAF libre de proteínas de unión a TATA). Estos complejos pueden funcionar en la modificación de la cromatina, la transcripción, el empalme y la reparación del ADN.

## Interacciones
Se ha demostrado que SF3B3 interactúa con SF3B1, proteína de inicio de la transcripción homólogo SPT3 y TAF9.  